# Хоріонічний гонадотропін

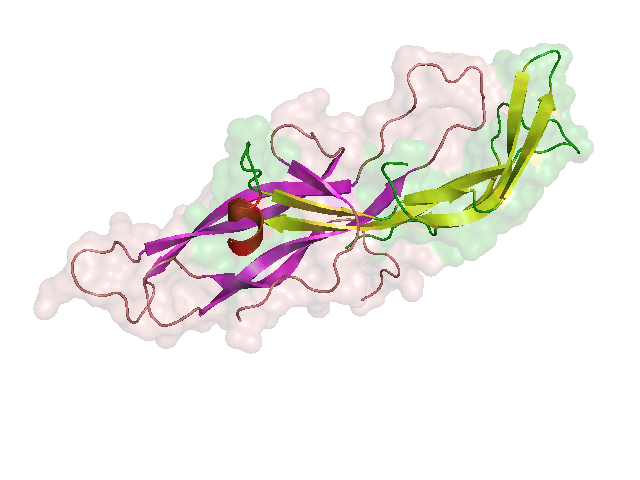
Структура гормону

Хоріонічний гонадотропі́н, також Хоріальний гонадотропін (лат. Chorionic gonadotropin) — гонадотропний гормон, який виробляється ворсинками хоріона і плацентою приматів. За хімічною природою — глікопротеїн, молекулярна маса близько 30 000. За біологічними властивостями наближається до лютеїнізуючого гормона гіпофіза.
Хоріальний гонадотропін людини (ХГЛ, англ. Human chorionic gonadotropin (HCG)) є димером і складається з двох субодиниць — α і β. β-ХГЛ виявляється в організмі жінки лише під час вагітності. Синтез гормону починається з моменту імплантації (визначається на 8-10 день після запліднення яйцеклітини) і триває протягом усієї вагітності. За нормального перебігу вагітності в перші тижні вміст β-ХГЛ подвоюється кожні 2 дні. На визначенні концентрації β-ХГЛ у сечі жінки засновані сучасні аптечні тести на вагітність.
У невагітних жінок та в чоловіків підвищення рівня ХГЛ може бути ознакою гестаційної трофобластичної хвороби, раку яєчок.

## Рівень ХГЛ при вагітності
Рівень ХГЛ при вагітності в нормі зазвичай становить:
| Термін від останньої менструації, тижні | Рівень ХГЛ, мОд/мл |
| --------------------------------------- | ------------------ |
| 3                                       | 5-50               |
| 4                                       | 5-426              |
| 5                                       | 18-7340            |
| 6                                       | 1080-56500         |
| 7-8                                     | 7650-229000        |
| 9-12                                    | 25700-288000       |
| 13-16                                   | 13300-254000       |
| 17-24                                   | 4060-165400        |
| 25-40                                   | 3640-117000        |
| не вагітні                              | 55-200 нг/мл       |

Це лише приблизні значення, у кожної вагітної жінки ХГЛ може змінюватися індивідуально, і більш важливим є не рівень гормону, а зміна його концентрації.